# Diócesis de Braganza-Miranda
La diócesis de Braganza-Miranda (en latín: Dioecesis Brigantiensis-Mirandensis y en portugués: Diocese de Bragança-Miranda) es una circunscripción eclesiástica de la Iglesia católica en Portugal. Se trata de una diócesis latina, sufragánea de la arquidiócesis de Braga. Desde el 19 de mayo de 2023 su obispo es Nuno Manuel dos Santos Almeida.

## Territorio y organización

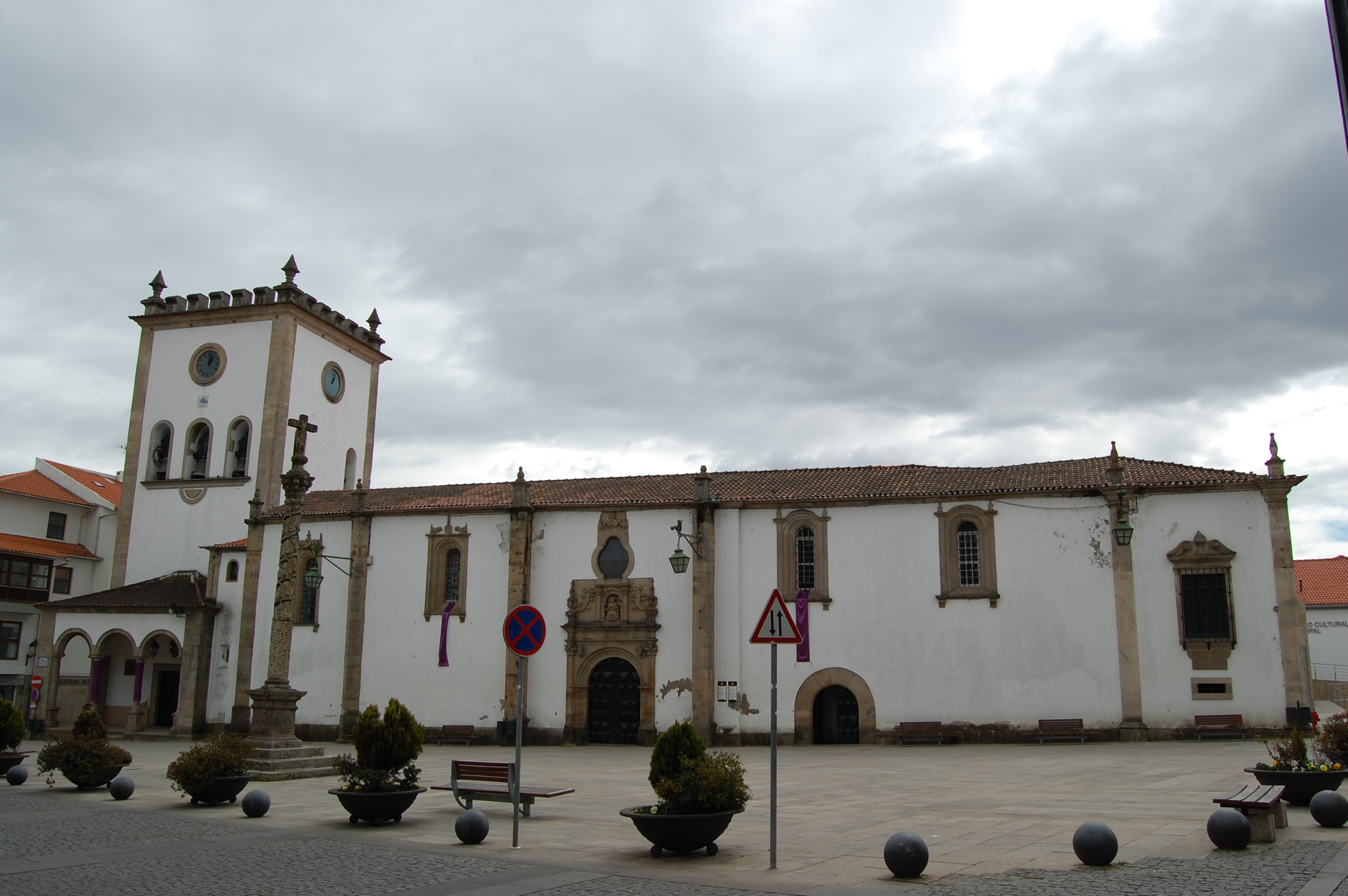
Excatedral del Santo Nombre de Jesús

La diócesis tiene 6599 km² y extiende su jurisdicción sobre los fieles católicos de rito latino residentes en el distrito de Braganza.

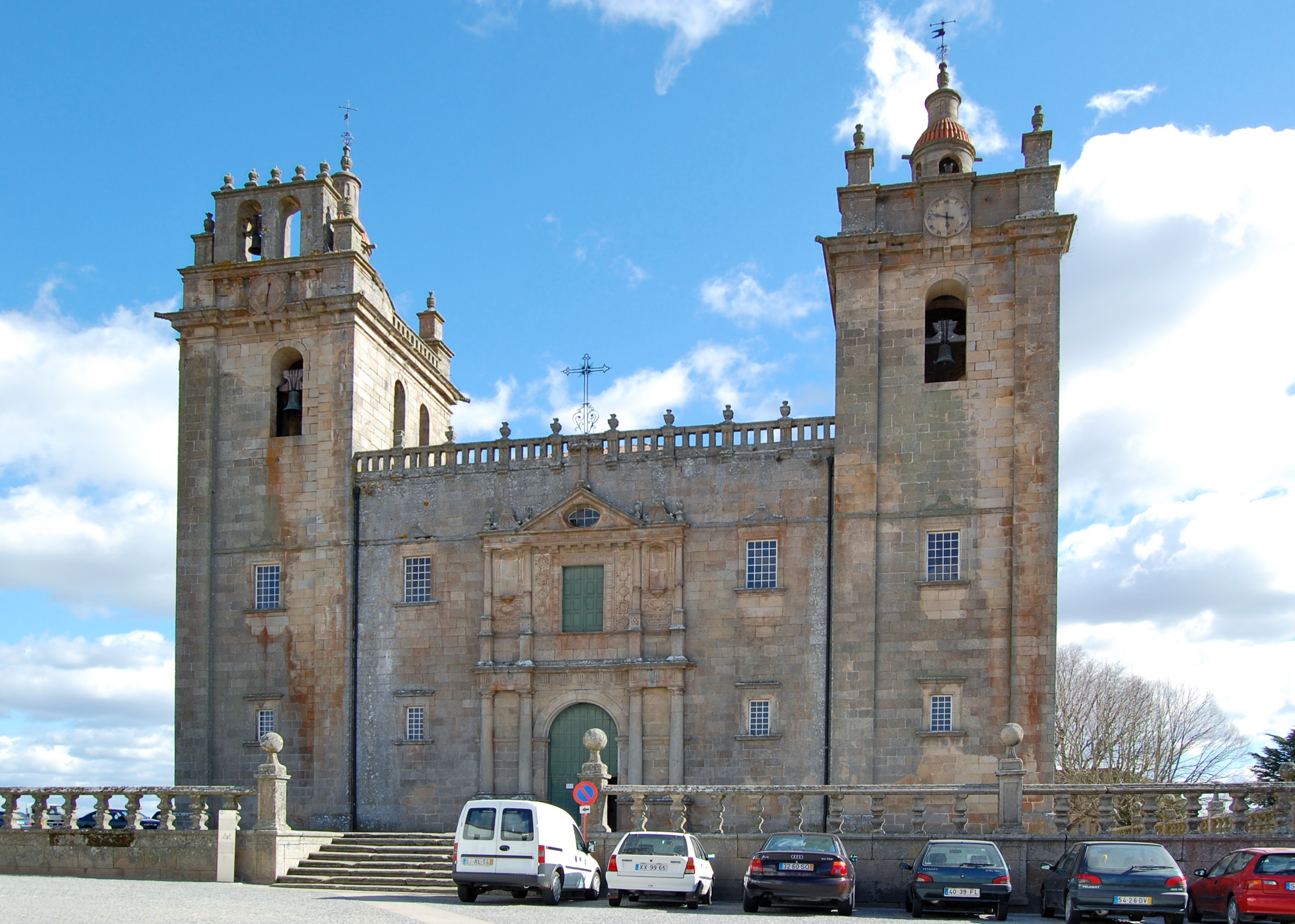
Concatedral de Santa María

La sede de la diócesis se encuentra en la ciudad de Braganza, en donde se halla la Catedral de Nuestra Señora Reina y la excatedral del Santo Nombre de Jesús, sustituida en 2001. En Miranda de Duero se encuentra la Concatedral de Santa María.

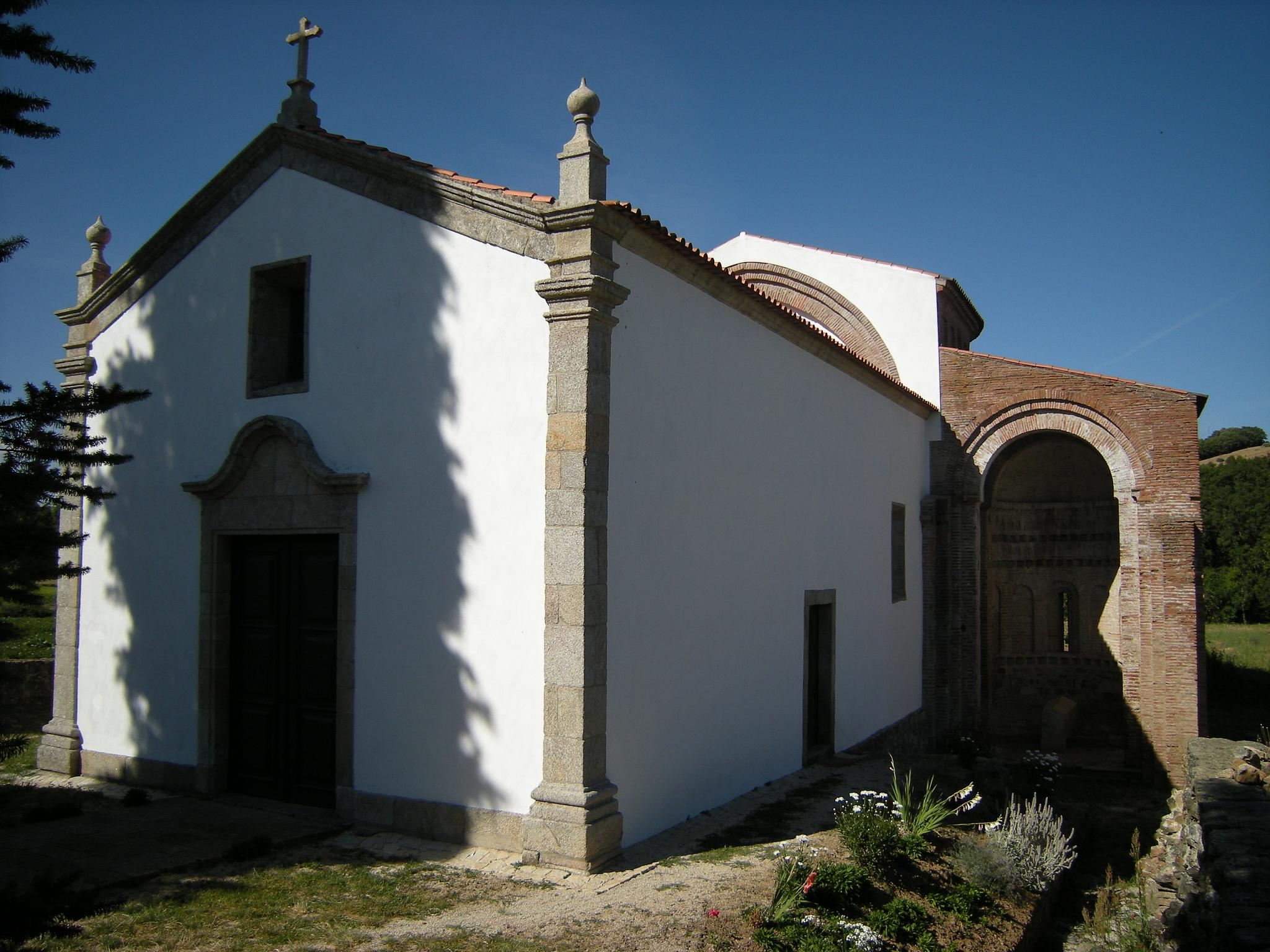
Iglesia del monasterio benedictino de Castro de Avelãs, el más antiguo monasterio existente en el territorio diocesano

En 2020 en la diócesis existían 322 parroquias. El 16 de junio de 2012 fue revisada la organización territorial de la diócesis, con la reducción de los arciprestazgos de 12 a 4:
- arciprestazgo de Braganza, comprende los municipios de Braganza y de Vinhais;
- arciprestazgo de Miranda do Douro, comprende los municipios de Miranda do Douro, de Mogadouro y de Vimioso;
- arciprestazgo de Mirandela, comprende los municipios de Mirandela y de Macedo de Cavaleiros, y la parroquia de Castro Vicente en el municipio de Mogadouro;
- arciprestazgo de Moncorvo, comprende los municipios de Alfândega da Fé, de Carrazeda de Ansiães, de Freixo de Espada à Cinta, de Torre de Moncorvo y de Vila Flor.

## Historia
La diócesis de Miranda fue erigida el 22 de mayo de 1545 mediante bula Pro excellenti Apostolicae Sedis del papa Paulo III, desmembrando el territorio de la arquidiócesis de Braga. La diócesis estaba constituida de 338 freguesias divididas en 5 arciprestazgos: Miranda do Douro, Braganza, Monforte, Mirandela y Lampaças.
En 1552 se dio inicio a la construcción de la catedral, cuyan obras concluyeron a finales de siglo. En 1566 el obispo António Pinheiro consagró el altar mayor. El 4 de agosto de 1607 el obispo Diogo de Sousa instituyó el seminario diocesano, dedicado a san José.
El 17 de noviembre de 1764 el obispo Aleixo de Miranda Henriques, a causa de la decadencia de la ciudad episcopal, pidió y obtuvo del rey José I el permiso para trasladar la sede a la ciudad de Braganza. Dicho traslado se llevó a cabo al año siguiente. En 1766 se trasladó igualmente el seminario mayor a Braganza.
El 10 de julio de 1770 la diócesis fue dividida en dos, con la erección de la diócesis de Braganza, mediante breve apostólico Pastoris aeterni del papa Clemente XIV. Fue elegida como catedral de la nueva diócesis la iglesia jesuita del Santo Nombre de Jesús. La separación duró solo 10 años, ya que el 27 de septiembre de 1780 las dos diócesis fueron nuevamente unidas, mediante bula Romanus Pontifex, del papa Pío VI y la sede de la diócesis fue puesta en Braganza.
El 30 de septiembre de 1881, como resultado de la bula Gravissimum Christi del papa León XIII, la diócesis se amplió, incorporando el arcedianato de Moncorvo, que pertenecía a la arquidiócesis de Braga: la diócesis tenía entonces 334 parroquias con 187 675 fieles. El 20 de abril de 1922, sin embargo, cedió el arciprestazgo de Monforte para la erección de la diócesis de Vila Real mediante la bula Apostolicae Praedecessorum Nostrorum del papa Pío XI. A partir de ese momento el territorio diocesano coincidió con el del distrito civil.
El 24 de octubre de 1981, con la carta apostólica Sanctos Caelites, el papa Juan Pablo II confirmó a san Benito de Nursia como patrón principal de la diócesis de Braganza.
El 27 de mayo de 1996 se estableció la unión plena de las dos diócesis, asumiendo el nombre actual.
En octubre de 2001 se inauguró la nueva catedral de Braganza, dedicada a Nuestra Señora Reina.

## Estadísticas
Según el Anuario Pontificio 2021 la diócesis tenía a fines de 2020 un total de 127 400 fieles bautizados.
| Año                                                                             | Población            | Población | Población      | Sacerdotes | Sacerdotes    | Sacerdotes    | Bautizados por sacerdote | Diáconos permanentes | Religiosos | Religiosos | Parroquias |
| Año                                                                             | Bautizados católicos | Total     | % de católicos | Total      | Clero secular | Clero regular | Bautizados por sacerdote | Diáconos permanentes | Varones    | Mujeres    | Parroquias |
| ------------------------------------------------------------------------------- | -------------------- | --------- | -------------- | ---------- | ------------- | ------------- | ------------------------ | -------------------- | ---------- | ---------- | ---------- |
| 1949                                                                            | 210 100              | 210 100   | 100.0          | 235        | 232           | 3             | 894                      |                      |            | 45         | 315        |
| 1959                                                                            | 231 500              | 232 000   | 99.8           | 248        | 245           | 3             | 933                      |                      | 3          | 97         | 315        |
| 1970                                                                            | 241 900              | 242 000   | 100.0          | 211        | 200           | 11            | 1146                     |                      | 24         | 165        | 315        |
| 1980                                                                            | 208 500              | 209 500   | 99.5           | 174        | 171           | 3             | 1198                     |                      | 7          | 107        | 315        |
| 1990                                                                            | 175 600              | 188 000   | 93.4           | 125        | 120           | 5             | 1404                     |                      | 7          | 129        | 322        |
| 1999                                                                            | 155 600              | 157 716   | 98.7           | 126        | 119           | 7             | 1234                     | 4                    | 9          | 127        | 324        |
| 2000                                                                            | 155 600              | 157 910   | 98.5           | 126        | 120           | 6             | 1234                     | 4                    | 8          | 126        | 324        |
| 2001                                                                            | 155 600              | 157 910   | 98.5           | 123        | 117           | 6             | 1265                     | 4                    | 8          | 132        | 324        |
| 2002                                                                            | 147 339              | 148 839   | 99.0           | 114        | 107           | 7             | 1292                     | 4                    | 11         | 128        | 324        |
| 2003                                                                            | 147 339              | 148 839   | 99.0           | 112        | 104           | 8             | 1315                     | 4                    | 11         | 122        | 324        |
| 2004                                                                            | 147 339              | 148 830   | 99.0           | 107        | 99            | 8             | 1377                     | 4                    | 10         | 132        | 324        |
| 2006                                                                            | 147 300              | 148 839   | 99.0           | 109        | 101           | 8             | 1351                     | 4                    | 13         | 128        | 326        |
| 2012                                                                            | 149 400              | 151 900   | 98.4           | 90         | 82            | 8             | 1660                     | 4                    | 10         | 104        | 326        |
| 2015                                                                            | 148 000              | 150 600   | 98.3           | 80         | 72            | 8             | 1850                     | 8                    | 12         | 107        | 326        |
| 2018                                                                            | 127 600              | 134 000   | 95.2           | 87         | 76            | 11            | 1466                     | 10                   | 13         | 108        | 326        |
| 2020                                                                            | 127 400              | 133 770   | 95.2           | 88         | 78            | 10            | 1447                     | 12                   | 12         | 109        | 322        |
| Fuente: Catholic-Hierarchy, que a su vez toma los datos del Anuario Pontificio. |                      |           |                |            |               |               |                          |                      |            |            |            |

### Vida consagrada
Los institutos de vida consagrada y sociedades de vida apostólica presentes en Braganza-Miranda son: Hermanas de la Caridad del Sagrado Corazón de Jesús, Siervas Franciscanas Reparadoras de Jesús Sacramentado, Hermanas de Santa Dorotea, Hermanas de San José de Cluny, Franciscanas Misioneras de María, Carmelitas de la Antigua Observancia, Instituto Secular Misionero Siervas del Apostolado, Sociedad Salesiana de don Bosco y Congregación de los Padres Marianos de la Inmaculada Concepción.